# Ernest William Brown
Pour les articles homonymes, voir Brown.
Cet article possède des paronymes, voir Ernest Brown et William Brown.
Ernest William Brown (né le 29 novembre 1866 et mort le 22 juillet 1938) est un mathématicien et astronome américain d'origine britannique. Il a passé la plus grande partie de sa vie à étudier l'orbite lunaire et à compiler des tables lunaires très précises. Il a aussi étudié le déplacement des planètes et calculé l'orbite d'astéroïdes troyens.

## Biographie

### Éducation
Brown naît à Kingston-upon-Hull en Angleterre, fils unique de William et Emma (Martin) Brown. Il étudie à l'East Riding College puis entre au Christ's College de Cambridge où il est diplômé avec les honneurs en mathématiques en 1887. Il continue ses études avec George Darwin. Pendant l'été 1888, Darwin lui conseille la lecture des articles de George William Hill sur la théorie du mouvement de la Lune—l'étude mathématique des perturbations du mouvement de la Lune fondée sur la loi de la gravitation. Cette lecture aura un impact majeur sur le reste de sa vie.
Brown devient membre du Christ's College en 1889 et reçoit sa maîtrise en 1891. Il quitte alors l'Angleterre pour enseigner les mathématiques au Haverford College en Pennsylvanie où il est professeur dans cette matière en 1893.

### Travail sur le déplacement de la Lune
À Haverford, Brown continue ses études de la théorie du mouvement de la Lune, il revoit les travaux précédents, tels que ceux de Hill, Delaunay et Hansen. Sa maîtrise de ce domaine scientifique apparaît lors de la parution de son premier ouvrage : An Introductory Treatise on the Lunar Theory en 1896 alors qu'il a moins de trente ans. Au fur et à mesure de son travail, Brown écrit graduellement une nouvelle théorie des perturbations de l'orbite lunaire qu'il publie entre 1897 et 1908 dans les Memoirs of the Royal Astronomical Society.
En 1907 Brown devient professeur de mathématiques à l'université Yale. Il passe un accord avec l'université qui lui fournit les moyens de calcul des tables détaillées du mouvement de la Lune. Après 12 ans d'efforts et 34 000 $ d'investissement, Brown publie son magnum opus, Tables of the Motion of the Moon en 1919.
L'objectif de Brown est de produire des éphémérides de la Lune purement basées sur la théorie de la gravitation. Pour le problème du système Terre-Lune, il calcule les longitudes et latitudes avec une précision de 0,001 seconde d'arc. Il inclut aussi les perturbations d'autres planètes, principalement Jupiter et Vénus, et traite aussi le problème beaucoup difficile de la non-sphéricité de la Terre et de la Lune.
Les observations montrent que les tables de Brown sont supérieures en précision à celles de Hansen, mais il reste une fluctuation par rapport aux observations de la longitude de la Lune de 10 secondes d'arc. Un terme empirique de 10,71 secondes d'arc sur une période de 257 ans est introduit pour éliminer autant que possible cette divergence avec l'expérimentation. Étant donné la grande précision des calculs de Brown, cela doit avoir été un grand désappointement d'avoir dû introduire un tel ajustement arbitraire.
Il a été découvert par Edmond Halley sur les 200 années précédentes d'observations que le mouvement de la Lune semble graduellement s'accélérer. Cette accélération séculaire ne peut pas être expliquée par la seule loi de la gravitation. Simon Newcomb a suggéré que ce n'est pas une accélération du mouvement de la lune mais une décélération de la rotation de la Terre qui en est la cause, due aux frictions causées par les marées. En d'autres mots la Lune n'accélère pas mais la longueur du jour terrestre diminue ce qui conduit aux mêmes observations. Brown passe beaucoup de temps sur ce problème et finit par conclure que non seulement la vitesse de rotation de la Terre diminue mais qu'il existe aussi d'autres fluctuations aléatoires et imprévisibles. Des travaux ultérieurs montreront qu'il avait raison et maintenant on distingue le temps universel basé sur la rotation de la Terre et le temps terrestre (à l'époque appelé temps des éphémérides) basé sur une mesure uniforme du passage du temps.

### Autres travaux
Brown reste professeur à Yale jusqu'à sa retraite en 1932. Tout en continuant ses travaux sur la Lune, il travaille aussi sur le mouvement des planètes autour du Soleil. Il est le coauteur de Planetary Theory avec Clarence A. Shook, qui contient une étude détaillée des phénomènes de résonances orbitales et examine le cas des astéroïdes troyens.

### Vie privée
Brown ne s'est jamais marié, il vit la plus grande partie de sa vie avec sa sœur, elle aussi célibataire, qui tient la maison pour lui. Brown est féru de musique et est un pianiste acceptable, il joue aussi aux échecs avec un bon niveau. Il aime voyager et après avoir lu les classiques pendant ses études il se tourne vers les romans policiers.
Brown est un gros fumeur et soufre de bronchites pendant la plus grande partie de sa vie. Il prend sa retraite en 1932 et est malade durant les six dernières années de sa vie, il meurt à New Haven dans le Connecticut en 1938.

## Legs
Les tables de Brown sont adoptées par quasiment toutes les éphémérides nationales en 1923 et sont utilisées pendant la plus grande part du reste du XXe siècle. Avec l'apparition des ordinateurs modernes, les expressions analytiques employées par Brown remplacent les tables. Quand la différence entre le temps universel et le temps terrestre est connue, le terme de correction empirique peut être abandonné.
C'est seulement à partir de 1984 que le travail de Brown est dépassé par des méthodes de calcul plus précises pour établir les éphémérides de la Lune.

## Publications
- Brown, E.W. An Introductory Treatise on the Lunar Theory. Cambridge University Press, 1896 (republié par Dover, 1960).
- Brown, E.W. Tables of the Motion of the Moon. Yale University Press, New Haven CT, 1919.
- Brown, E.W. et Shook, C.A. Planetary Theory. Cambridge University Press, 1933 (republié par Dover, 1964).
- (en) P. Kenneth Seidelmann (éditeur) et al., Explanatory supplement to the Astronomical almanac, Mill Valley, Calif, University Science Books, 1992, 752 p. (ISBN 978-0-935-70268-2 et 978-1-891-38945-0, OCLC 27204584).

## Distinctions et récompenses
- Médaille d'or de la Royal Astronomical Society en 1907.
- Médaille Bruce en 1920.
- Médaille James-Craig-Watson en 1936.
- le cratère Brown sur la Lune porte son nom, ainsi que l'astéroïde (1643) Brown.

### Notices nécrologiques
- (en) ApJ 89 (1939) 152, Frank Schlesinger
- (en) PASP 50 (1938) 257, R. T. Crawfoard